# Syobon Action
A Syobon Action ismertebb nevén Cat Mario egy 2007-es 2D-s indie idegesítőjáték, ami a Super Mario Bros. videójáték paródiája.

## Játékmenet
A játékban egy fehérszínű macskát irányítunk, akivel pályákon kell átmenni, és kikerülni akadályokat, amik váratlanul érnek minket, ezzel meghalva többször. A játék végén kiderül, hogy a macskánk egy zöld gránátot akart megszerezni.

## Fejlesztés
A Syobon Action-t Chiku (ち く chiku) fejlesztette ki, aki a játék első szakaszát három napon belül programozta a főiskolai kulturális fesztiválra. A játék fogalma és általános inspirációja főként a 2channel japán Flash játékból származik, melynek neve: The Life-Ending Adventure vagy The Big Adventure of Owata's Life (人生ｵﾜﾀの大冒険 Jinsei Owata no Daibōken). A legtöbb játék zenéje más játékokból származnak, és az összes szint a Super Mario Bros-ból származnak.

## Fogadtatás
A játékosoknak nagyon tetszett a játék, mivel eléggé fel lehet vele idegesíteni az embereket. Emellett népszerű lett a YouTube videó megosztón is, ahol a TheVR nevű magyar YouTube csatorna ismertette meg a nézőket vele.